# ダスティン・ホフマンになれなかったよ
「ダスティン・ホフマンになれなかったよ」は、大塚博堂の同名義によるデビュー曲である。1976年6月25日発売。同名のアルバム『ダスティン・ホフマンになれなかったよ』もデビューアルバムとして同年8月25日に発売されている。曲中にダスティン・ホフマンの名前や、彼の代表作（「ジョンとメリー」「卒業」）の名前が織り込まれている。

## シングル

### エピソード
- 博堂が売れなかった頃、ふと寄った本屋で藤公之介の詩集を見つけ、それに自分でメロディをつけた。
- 博堂の葬儀の出棺の時にこの曲が流れた。大塚自身、この曲を「これは自分自身の境遇に似ている」と感じていた。

### 編曲
本曲は、シングルとアルバムで収録時間が違う。シングルでは前奏及び間奏がショートカットされている。シングルバージョンは2003年発売の『大塚博堂 GOLDEN☆BEST 大塚博堂 シングルス』で初CD化する。

### 収録曲
（全作詞：藤公之介／作曲：大塚博堂）
1. ダスティン・ホフマンになれなかったよ
編曲：惣領泰則
2. 坂の上の二階
編曲：あかのたちお

## アルバム

### 内容
“ハートフルな男が独り…、愛を謳う男大塚博堂のデビューアルバム”と銘打たれた。32歳と言う異例の遅いデビューであるが、レコード会社は32歳だからこその人生経験、大人の世界を歌うアーティストとして、あえてデビューさせた。藤公之介の詩に博堂のメロディをつけ、愛・青春・望郷などを歌う。8は、博堂が尊敬しているジョルジュ・ムスタキ（Georges Moustaki）の曲に、自ら訳詞して歌った曲である。“青春は見送るもの、されど人生は迎えるもの”と言ったテーマもある。編曲陣は、森岡賢一郎、あかのたちお、惣領泰則、奥村チヨ「終着駅」で知られる横内章次、若手の新鋭佐藤準がそれぞれ担当する。
1987年9月30日に『過ぎ去りし想い出は』の収録曲と合同で1枚のCD（タイトルは『ダスティン・ホフマンになれなかったよ〜過ぎ去りし想い出は』）として発売された。ただし、『過ぎ去りし想い出は』の収録曲は容量の関係で4曲未収録となっている。
1994年11月2日に単体でCD化した。
2023年1月25日に、紙ジャケット仕様のCDとして再発売された。

### 評価
リリース時『報知新聞』1976年7月19日付のレコード評「歌詞に映画俳優、外国映画の固有名詞を入れて、アクセントをつけようとしている。おかげで一度聞いただけでメロディが残る。だけど、なぜダスティン・ホフマンなのか分かんないナ。"『いちご白書』をもう一度"は、曲が映画のイメージに合ってよかったけど、この"固有名詞ソング"は、ちょっといただけない。♪『卒業』をおぼえているかい、花嫁を奪って逃げる…とか、非常に説明的な歌詞で、映画のムードをいかしてないもの。歌はインスタント歌手とちがってうまいし、いい声をしてると思うが」。

### 収録曲
| #         | タイトル                                 | 作詞             | 作曲                 | 編曲         | 時間  |
| --------- | ---------------------------------------- | ---------------- | -------------------- | ------------ | ----- |
| 1.        | 「結婚する気もないのに」                 | 藤公之介         | 大塚博堂             | あかのたちお | 3:33  |
| 2.        | 「坂道で」                               | 藤公之介         | 大塚博堂             | 佐藤準       | 3:18  |
| 3.        | 「季節の中に埋もれて」                   | 藤公之介         | 大塚博堂             | 森岡賢一郎   | 3:11  |
| 4.        | 「愛されてますか」                       | 大塚博堂         | 大塚博堂             | 惣領泰則     | 2:57  |
| 5.        | 「新宿恋物語」                           | 藤公之介         | 大塚博堂             | あかのたちお | 4:38  |
| 6.        | 「ふるさとでもないのに」                 | 藤公之介         | 大塚博堂             | 佐藤準       | 5:17  |
| 7.        | 「坂の上の二階」                         | 藤公之介         | 大塚博堂             | あかのたちお | 3:48  |
| 8.        | 「ある日恋の終わりが」                   | 大塚博堂（訳詞） | ジョルジュ・ムスタキ | 森岡賢一郎   | 3:32  |
| 9.        | 「一冊の本」                             | 藤公之介         | 大塚博堂             | あかのたちお | 3:35  |
| 10.       | 「色エンピツの花束」                     | 大塚博堂         | 大塚博堂             | 横内章次     | 3:20  |
| 11.       | 「あなたという名の港」                   | 藤公之介         | 大塚博堂             | あかのたちお | 4:29  |
| 12.       | 「ダスティン・ホフマンになれなかったよ」 | 藤公之介         | 大塚博堂             | 惣領泰則     | 4:53  |
| 合計時間: | 合計時間:                                | 合計時間:        | 合計時間:            | 合計時間:    | 46:31 |